# La Bazoche-Gouet
La Bazoche-Gouet est une commune française située dans le département d'Eure-et-Loir en région Centre-Val de Loire.

## Géographie

### Situation
La Bazoche-Gouet est située dans le parc naturel régional du Perche, toute proche du département de Loir-et-Cher et de la Sarthe. Elle est traversée par des voies départementales importantes : la D 927, la D 13(1) et la D 9. Son tissu économique est préservé dans son cœur de village et elle possède un supermarché.

Situation géographique
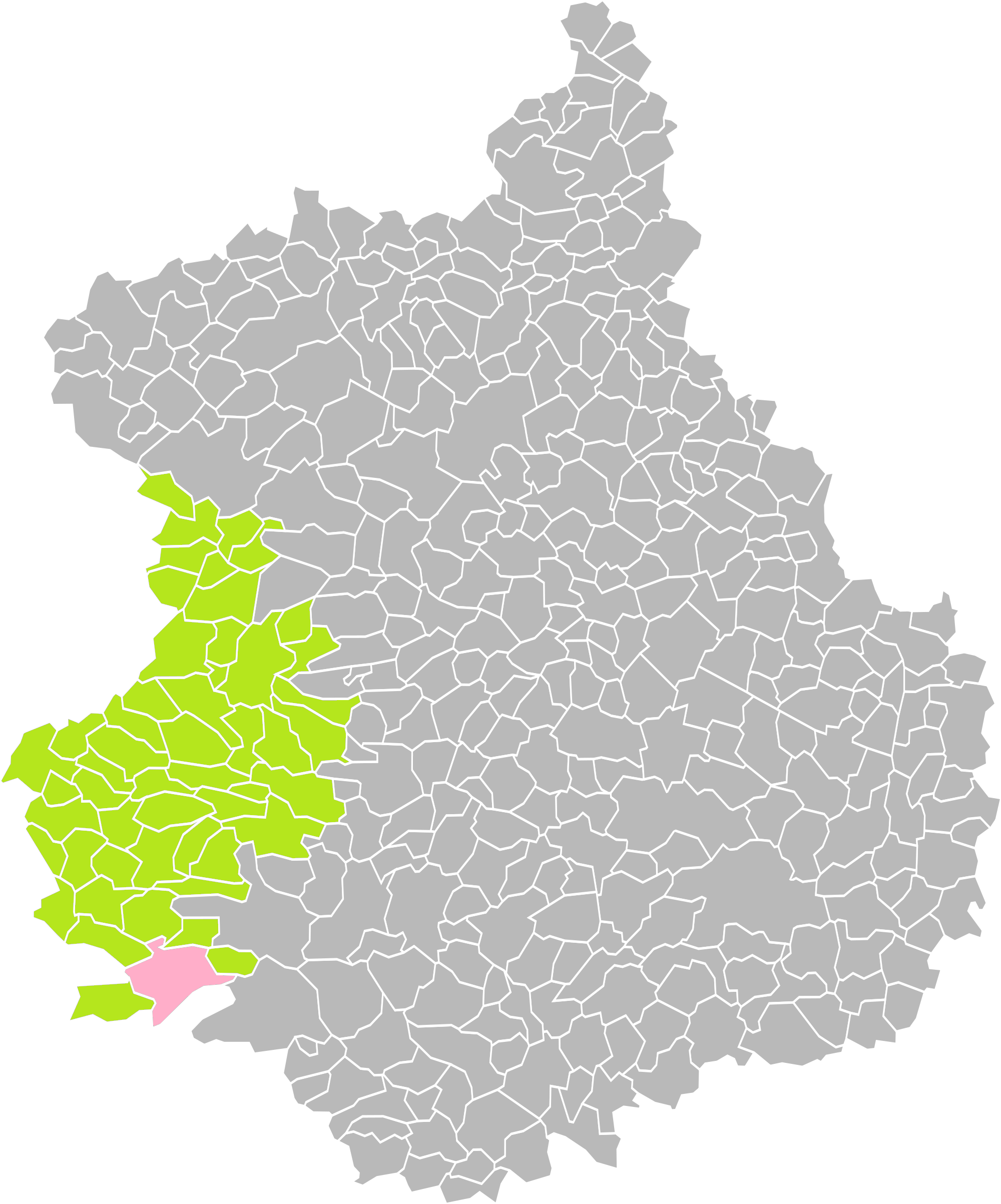
La Bazoche-Gouet dans son arrondissement.
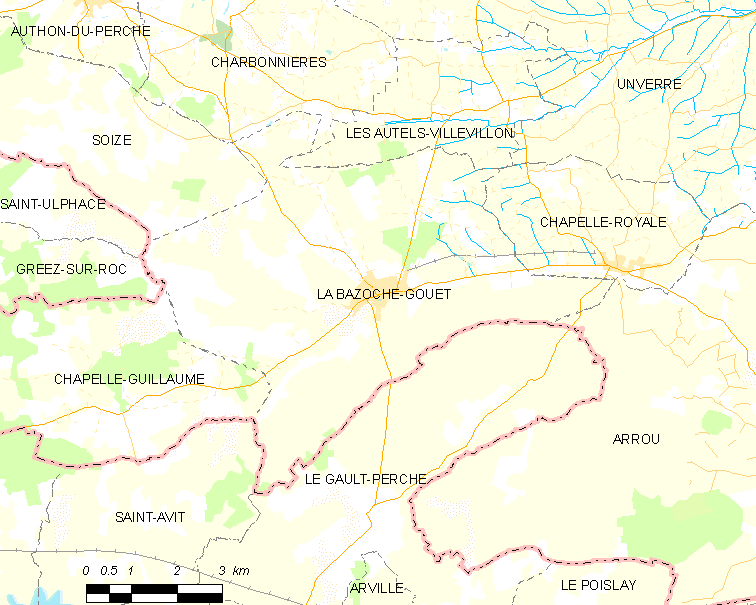
Carte de la commune de La Bazoche-Gouet.

### Communes et départements limitrophes
| Soizé                                        | Les Autels-Villevillon            | Chapelle-Royale |
| Gréez-sur-Roc (Sarthe)                       | La Bazoche-Gouet                  | Arrou           |
| Chapelle-Guillaume Saint-Avit (Loir-et-Cher) | Le Gault-du-Perche (Loir-et-Cher) |                 |

### Hydrographie
- La commune est traversée par la rivière Yerre, affluent en rive droite du Loir, lui-même sous-affluent du fleuve la Loire par la Sarthe et la Maine ;
- La commune est également bordée au nord par la Sonnette, affluent en rive droite du Sainte-Suzanne, sous-affluent de la Loire par l'Ozanne et le Loir.

### Climat
Pour des articles plus généraux, voir Climat du Centre-Val de Loire et Climat d'Eure-et-Loir.
En 2010, le climat de la commune est de type climat océanique dégradé des plaines du Centre et du Nord, selon une étude du CNRS s'appuyant sur une série de données couvrant la période 1971-2000. En 2020, Météo-France publie une typologie des climats de la France métropolitaine dans laquelle la commune est exposée à un climat océanique altéré et est dans la région climatique  Moyenne vallée de la Loire, caractérisée par une bonne insolation (1 850 h/an) et un été peu pluvieux.
Pour la période 1971-2000, la température annuelle moyenne est de 10,6 °C, avec une amplitude thermique annuelle de 14,6 °C. Le cumul annuel moyen de précipitations est de 729 mm, avec 11,9 jours de précipitations en janvier et 7,6 jours en juillet. Pour la période 1991-2020, la température moyenne annuelle observée sur la station météorologique de Météo-France la plus proche, sur la commune de Chapelle-Guillaume à 6 km à vol d'oiseau, est de 11,1 °C et le cumul annuel moyen de précipitations est de 758,2 mm,. Pour l'avenir, les paramètres climatiques de la commune estimés pour 2050 selon différents scénarios d'émission de gaz à effet de serre sont consultables sur un site dédié publié par Météo-France en novembre 2022.

## Urbanisme

### Typologie
Au 1er janvier 2024, La Bazoche-Gouet est catégorisée bourg rural, selon la nouvelle grille communale de densité à 7 niveaux définie par l'Insee en 2022.
Elle est située hors unité urbaine et hors attraction des villes,.

### Occupation des sols
L'occupation des sols de la commune, telle qu'elle ressort de la base de données européenne d’occupation biophysique des sols Corine Land Cover (CLC), est marquée par l'importance des territoires agricoles (93,7 % en 2018), une proportion sensiblement équivalente à celle de 1990 (94 %). La répartition détaillée en 2018 est la suivante : 
terres arables (66 %), prairies (23,5 %), zones agricoles hétérogènes (4,2 %), forêts (4 %), zones urbanisées (2,3 %). L'évolution de l’occupation des sols de la commune et de ses infrastructures peut être observée sur les différentes représentations cartographiques du territoire : la carte de Cassini (XVIIIe siècle), la carte d'état-major (1820-1866) et les cartes ou photos aériennes de l'IGN pour la période actuelle (1950 à aujourd'hui).

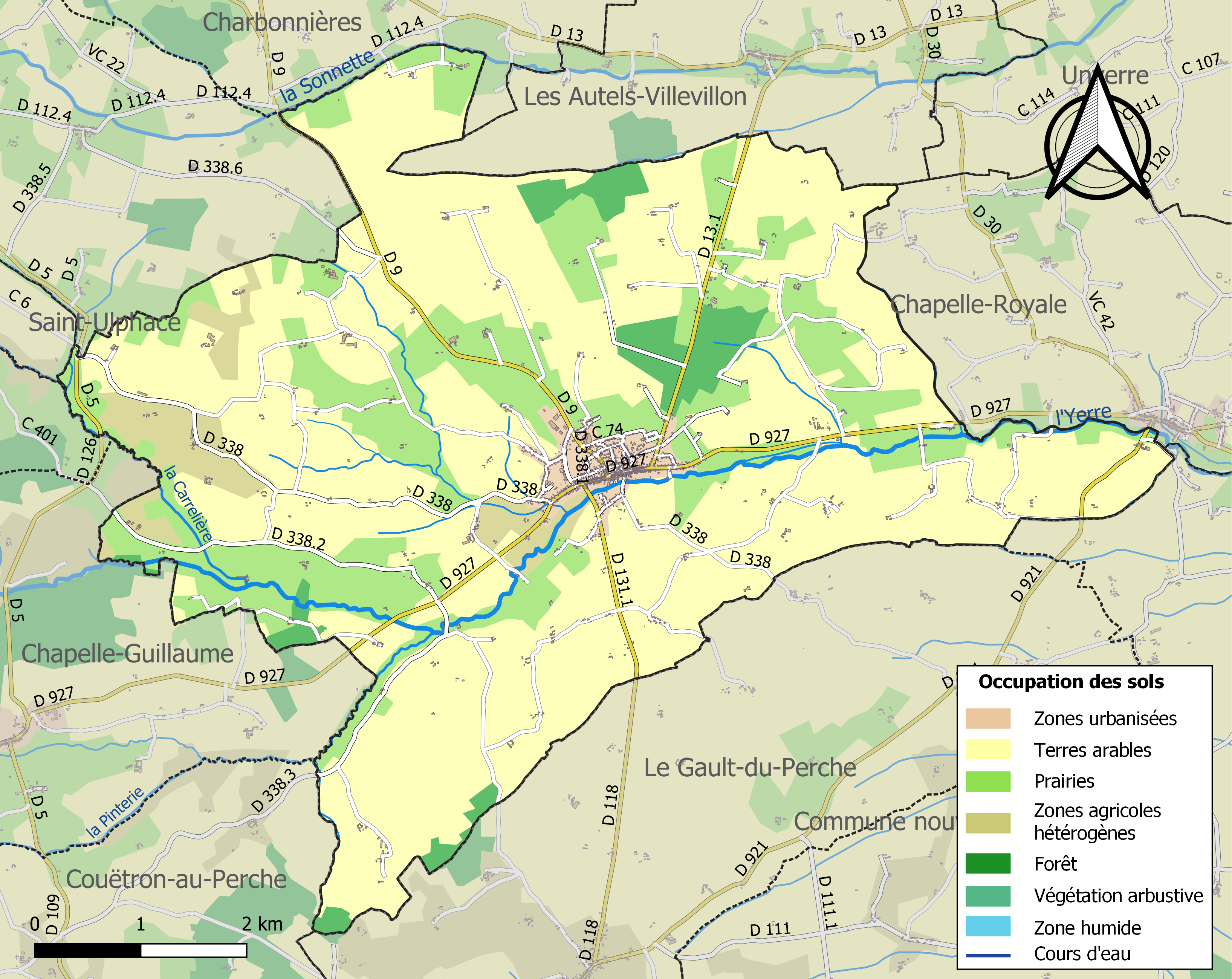
Carte des infrastructures et de l'occupation des sols de la commune en 2018 (CLC).

### Risques majeurs
Le territoire de la commune de La Bazoche-Gouet est vulnérable à différents aléas naturels : météorologiques (tempête, orage, neige, grand froid, canicule ou sécheresse), inondations, mouvements de terrains et séisme (sismicité très faible). Il est également exposé à un risque technologique, le transport de matières dangereuses. Un site publié par le BRGM permet d'évaluer simplement et rapidement les risques d'un bien localisé soit par son adresse soit par le numéro de sa parcelle.

#### Risques naturels
Certaines parties du territoire communal sont susceptibles d’être affectées par le risque d’inondation par débordement de cours d'eau, notamment l'Yerre et la Sonnette. La commune a été reconnue en état de catastrophe naturelle au titre des dommages causés par les inondations et coulées de boue survenues en 1984, 1994, 1995, 1997 et 1999,.

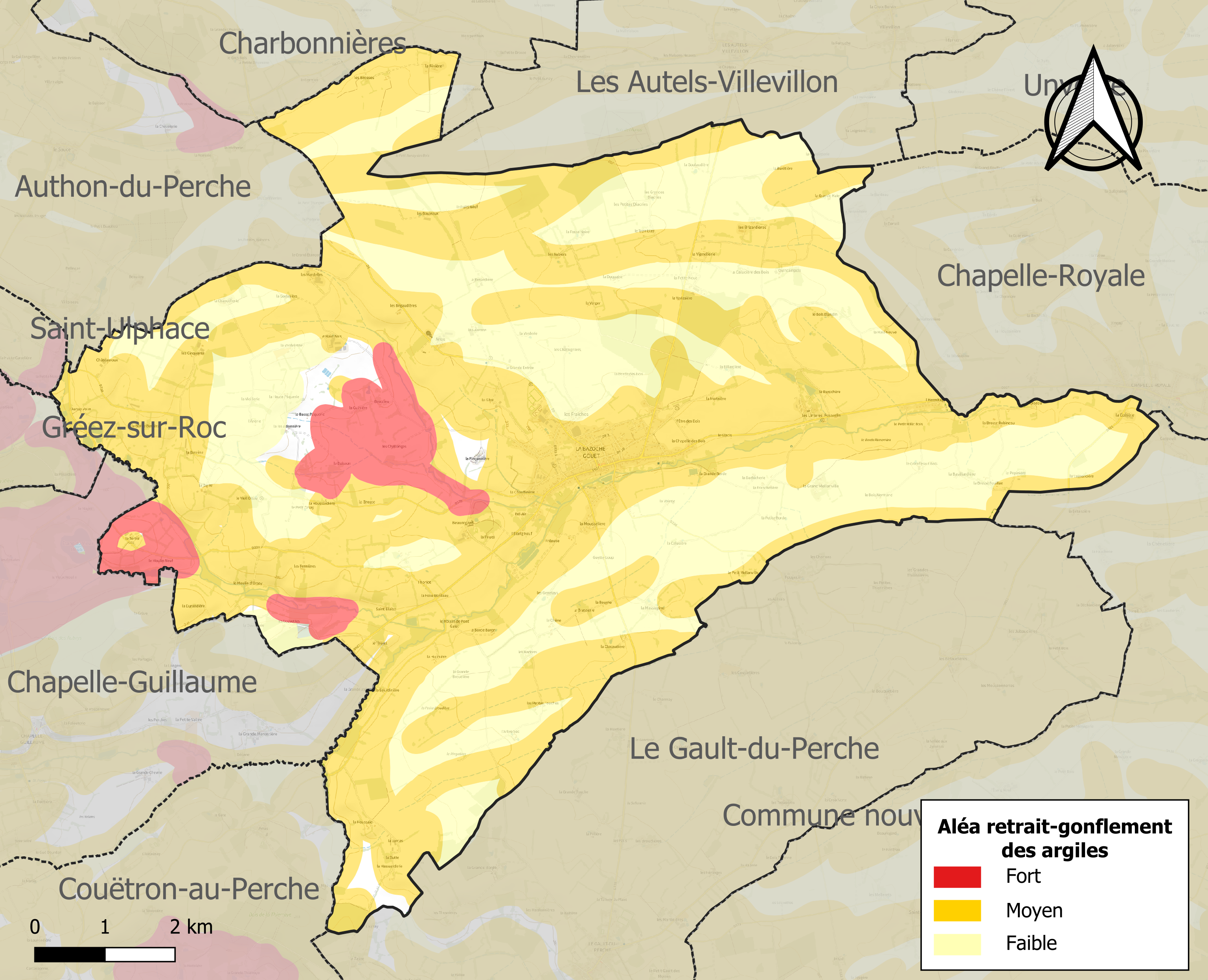
Carte des zones d'aléa retrait-gonflement des sols argileux de La Bazoche-Gouet.

Les mouvements de terrains susceptibles de se produire sur la commune sont des affaissements et effondrements liés aux cavités souterraines. L'inventaire national des cavités souterraines permet de localiser celles situées sur la commune.
Le retrait-gonflement des sols argileux est susceptible d'engendrer des dommages importants aux bâtiments en cas d’alternance de périodes de sécheresse et de pluie. 66,4 % de la superficie communale est en aléa moyen ou fort (52,8 % au niveau départemental et 48,5 % au niveau national). Sur les 792 bâtiments dénombrés sur la commune en 2019, 691 sont en aléa moyen ou fort, soit 87 %, à comparer aux 70 % au niveau départemental et 54 % au niveau national. Une cartographie de l'exposition du territoire national au retrait gonflement des sols argileux est disponible sur le site du BRGM,.
Concernant les mouvements de terrains, la commune a été reconnue en état de catastrophe naturelle au titre des dommages causés par des mouvements de terrain en 1999.

#### Risques technologiques
Le risque de transport de matières dangereuses sur la commune est lié à sa traversée par des infrastructures routières ou ferroviaires importantes ou la présence d'une canalisation de transport d'hydrocarbures. Un accident se produisant sur de telles infrastructures est en effet susceptible d’avoir des effets graves au bâti ou aux personnes jusqu’à 350 m, selon la nature du matériau transporté. Des dispositions d’urbanisme peuvent être préconisées en conséquence.

## Toponymie
Le nom de la localité est attesté sous la forme Basochia Gohet vers 1250.
De l'oïl basoche, « église » et le déterminant Gouet, surnom de Guillaume Gouet, qui en était seigneur vers 1050 et de l'ancienne province du Gouët qui se situe en plein cœur de la région naturelle du Perche.

## Histoire

### Moyen Âge
La ville est occupée par les Anglais en 1426[réf. nécessaire]. Une des cinq baronnies du Perche, elle est connue comme La Bazoche la Pouilleuse.

### Époque moderne
La Bazoche-Gouet souffre comme tout le Perche des guerres de la Fronde[réf. nécessaire]. Après la destruction du château par les seigneurs d'Arrou et de Courtalain, la ville ne fut protégée que par un étang et ses fossés[réf. nécessaire].

### Époque contemporaine

#### XXesiècle
- Entre le 29 janvier 1939 et le 8 février, plus de 2 000 réfugiés espagnols fuyant l'effondrement de la république espagnole devant les troupes de Franco, arrivent en Eure-et-Loir. Devant l'insuffisance des structures d'accueil (le camp de Lucé et la prison de Châteaudun rouverte pour l’occasion), 53 villages sont mis à contribution[23], dont La Bazoche-Gouet[24]. Les réfugiés, essentiellement des femmes et des enfants (les hommes sont désarmés et retenus dans le sud de la France), sont soumis à une quarantaine stricte, vaccinés, le courrier est limité, le ravitaillement, s'il est peu varié et cuisiné à la française, est cependant assuré[25]. Une partie des réfugiés rentrent en Espagne, incités par le gouvernement français qui facilite les conditions du retour, mais en décembre, 922 ont préféré rester et sont rassemblés à Dreux et Lucé[26].
- Jusqu'en 1973 lors d'un redécoupage des cantons, la ville est, avec son chef-lieu, une des deux communes les plus peuplées du canton d'Authon-du-Perche, seules celles-ci dépassent les 1 000 habitants.

## Politique et administration

### Liste des maires
| Période                                  | Période  | Identité           | Étiquette | Qualité                                   |
| ---------------------------------------- | -------- | ------------------ | --------- | ----------------------------------------- |
| Les données manquantes sont à compléter. |          |                    |           |                                           |
| 1798                                     | 1815     | Brault             |           |                                           |
|                                          |          |                    |           |                                           |
| 1977                                     | 1983     | André Chesnot      | SE        |                                           |
|                                          |          |                    |           |                                           |
| mars 1989                                | 2008     | Guy Vella          | UMP       | Conseiller général                        |
| mars 2008                                | 2014     | Dominique Béranger | SE        | Pharmacien                                |
| mars 2014                                | En cours | Jean-Paul Boudet,  |           | Chef d'entreprise de dix salariés ou plus |

## Population et société

### Démographie
L'évolution du nombre d'habitants est connue à travers les recensements de la population effectués dans la commune depuis 1793. Pour les communes de moins de 10 000 habitants, une enquête de recensement portant sur toute la population est réalisée tous les cinq ans, les populations de référence des années intermédiaires étant quant à elles estimées par interpolation ou extrapolation. Pour la commune, le premier recensement exhaustif entrant dans le cadre du nouveau dispositif a été réalisé en 2008.

En 2022, la commune comptait 1 230 habitants, en évolution de +0,16 % par rapport à 2016 (Eure-et-Loir : −0,23 %, France hors Mayotte : +2,11 %).
| 1793  | 1800  | 1806  | 1821  | 1831  | 1836  | 1841  | 1846  | 1851  |
| ----- | ----- | ----- | ----- | ----- | ----- | ----- | ----- | ----- |
| 1 913 | 2 051 | 1 910 | 1 979 | 2 137 | 2 120 | 2 194 | 2 303 | 2 309 |

| 1856  | 1861  | 1866  | 1872  | 1876  | 1881  | 1886  | 1891  | 1896  |
| ----- | ----- | ----- | ----- | ----- | ----- | ----- | ----- | ----- |
| 2 192 | 2 164 | 2 182 | 2 037 | 2 179 | 1 951 | 1 962 | 2 008 | 2 000 |

| 1901  | 1906  | 1911  | 1921  | 1926  | 1931  | 1936  | 1946  | 1954  |
| ----- | ----- | ----- | ----- | ----- | ----- | ----- | ----- | ----- |
| 2 005 | 1 937 | 1 986 | 1 908 | 1 868 | 1 791 | 1 683 | 1 653 | 1 518 |

| 1962  | 1968  | 1975  | 1982  | 1990  | 1999  | 2006  | 2008  | 2013  |
| ----- | ----- | ----- | ----- | ----- | ----- | ----- | ----- | ----- |
| 1 463 | 1 529 | 1 451 | 1 311 | 1 281 | 1 249 | 1 295 | 1 310 | 1 234 |

| 2018  | 2022  | - | - | - | - | - | - | - |
| ----- | ----- | - | - | - | - | - | - | - |
| 1 220 | 1 230 | - | - | - | - | - | - | - |

### Manifestations culturelles et festivités
- La foire de la Saint-Martin se tient en novembre :
  - Foire aux chevaux : concours lié à la race percheronne, samedi matin au foirail ;
  - Exposition sur le lait : patrimoine et actualité, salle des expositions premier étage de la mairie, samedi et dimanche ;
  - Foire à la brocante : le dimanche toute la journée, centre ville.

## Culture locale et patrimoine

### Lieux et monuments

#### Église Saint-Jean-Baptiste
Classé MH (1907) ;

#### Autres lieux et monuments
- La chapelle Notre-Dame des Bois, construite en silex et grison, date du XIe siècle ; en 1827, le clocher actuel a remplacé le précédent, détruit par un ouragan[34] ;
- Monument aux morts ;
- Espace Emma Valladon.

Lieux et monuments
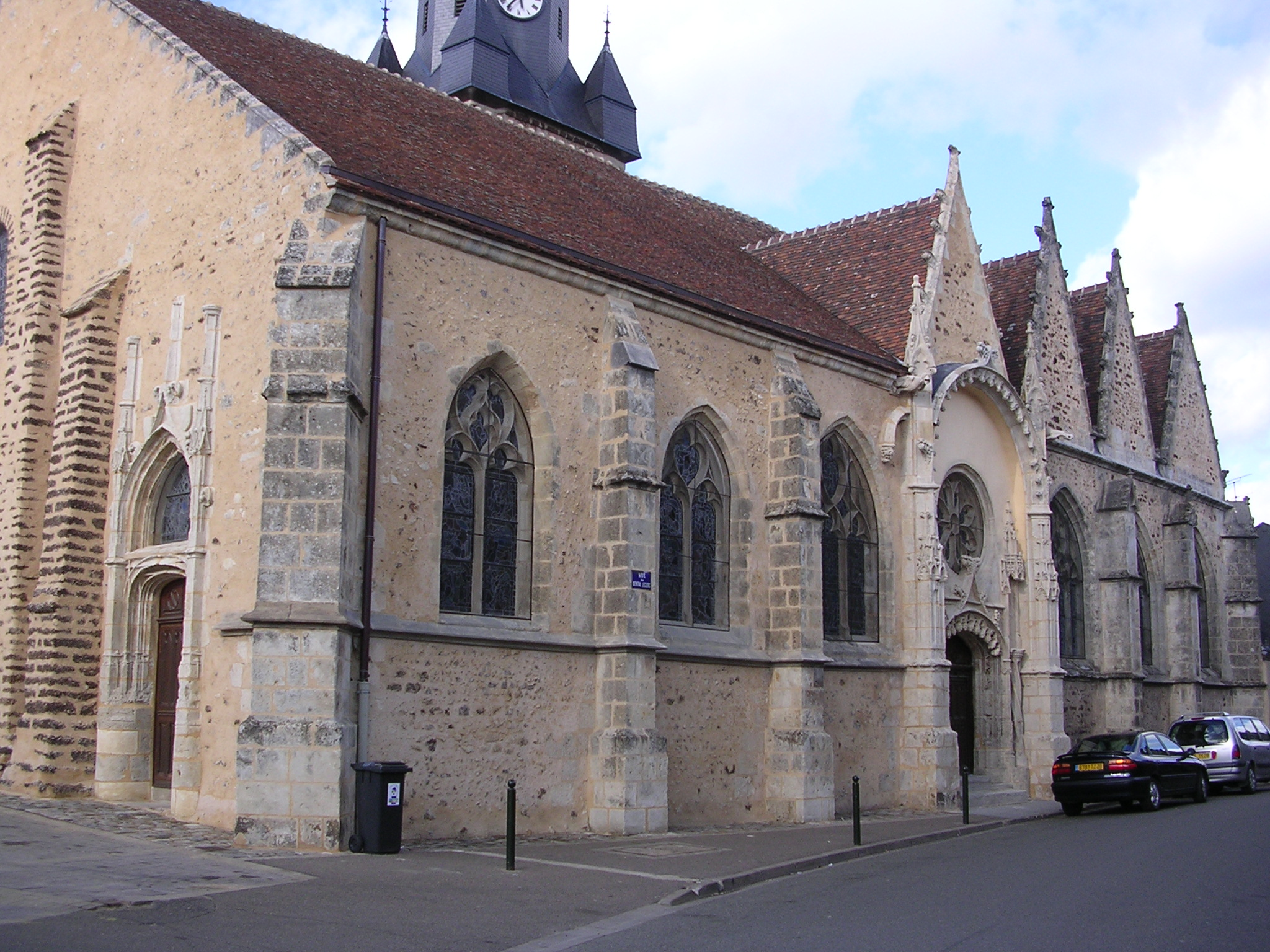
L'église Saint-Jean-Baptiste.
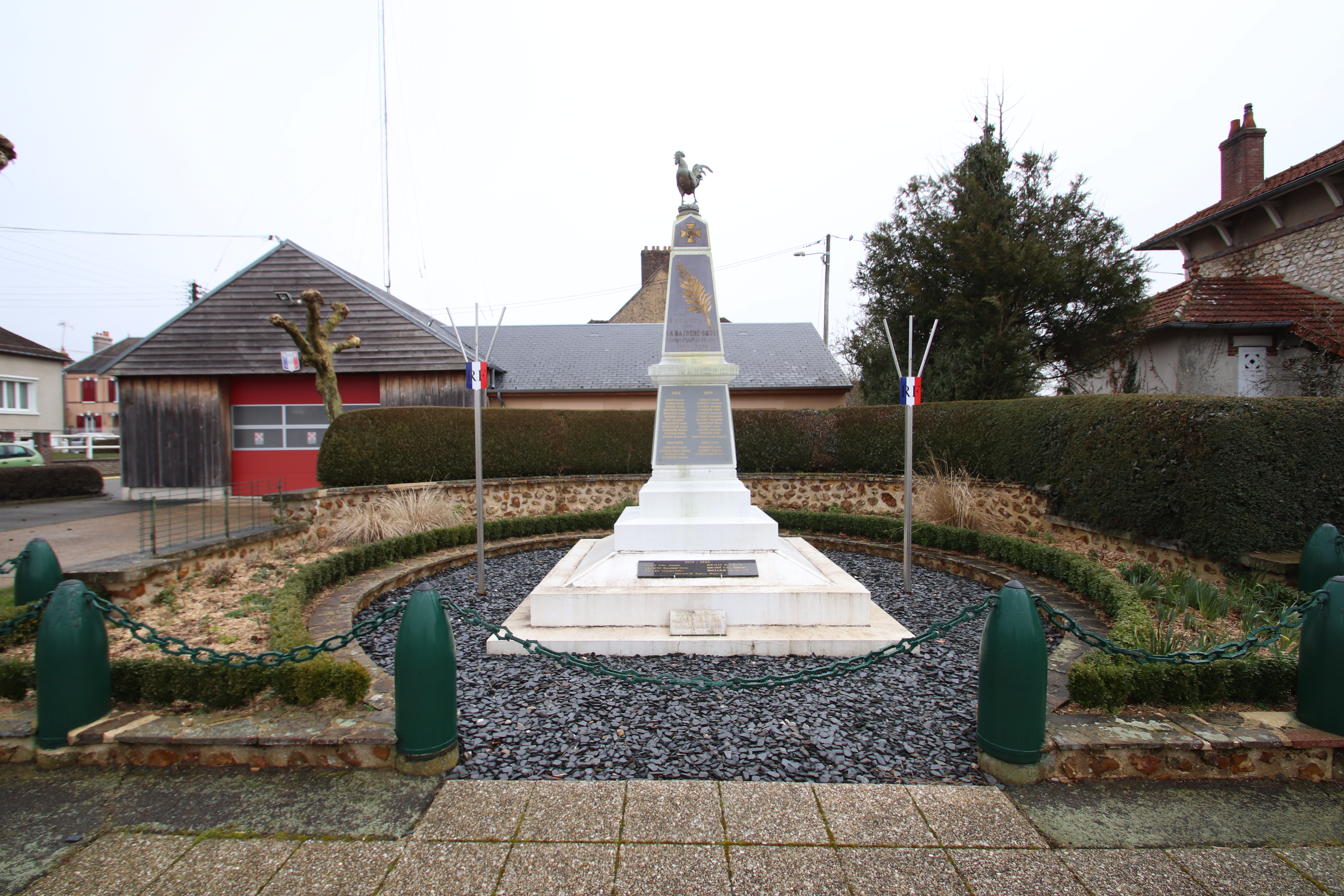
Monument aux morts.
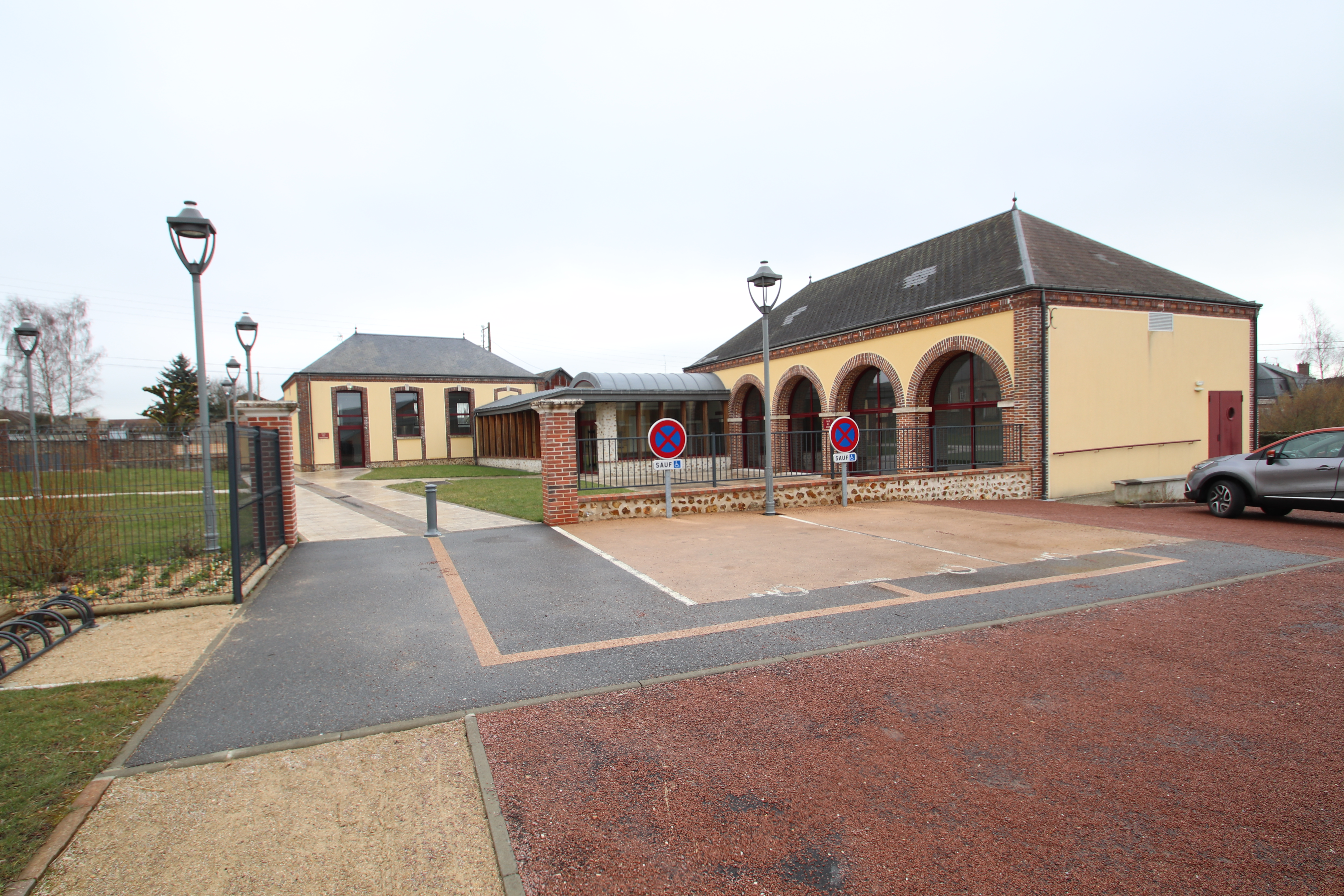
Espace Emma Valladon.

### Personnalités liées à la commune
- Joachim Thadée Louis Lemoine (1745-1808), conventionnel, député au Conseil des Cinq-Cents et au Corps législatif, administrateur des hospices civils de Paris, y meurt le 25 août 1808.
- Pierre Louis Bentabole (1753-1798), révolutionnaire français, épouse la veuve Charlotte Adélaïde de Chabot à La Bazoche-Gouet le 21 ventôse an II (9 décembre 1794)[35] et devient châtelain du village ;
- Adrien Philippe, né en 1815, inventeur du remontoir de montre de poche. La marque de montres suisses de prestige Patek Philippe porte son nom et celui de Patek ;
- Zéphirin Féron (1816 - 1885), journaliste et homme de lettres[36] ;
- Thérésa, née Emma Valladon, chanteuse née en 1837 à la Bazoche-Gouet ;
- Homère Robert, né le 30 décembre 1873, 1er maire de Villeneuve-la-Garenne[37] ;
- Gilbert Garache (1918-2005), né à La Bazoche-Gouet, sergent au 1er BIM, rallie la France libre le 27 juin 1940. Compagnon de la Libération.
- Jean-Claude Farcy (1945-2020), historien français, mort à La Bazoche-Gouet.

### Héraldique
|  | Les armes de la commune se blasonnent ainsi : parti : au 1) d’argent aux deux chevrons de sable, au 2) aussi d’argent aux trois chevrons brisés cousus d’or. |